# Подтабор (Добреполє)
Подтабор (словен. Podtabor) — поселення в общині Добреполє, Осреднєсловенський регіон, Словенія. 
Висота над рівнем моря: 413,7 м.